# Ogólnopolski Związek Zawodowy Oficerów i Marynarzy
Ogólnopolski Związek Zawodowy Oficerów i Marynarzy  (Polish Seafarers' Union, OZZOiM) – związek zawodowy zrzeszający polskich marynarzy i oficerów floty handlowej.

## Historia
Inicjatywę powołania Związku Zawodowego Polskich Oficerów i Marynarzy podjęła 89 osobowa grupa założycielska na spotkaniu w Szczecinie 11 grudnia 1990. 18 stycznia 1991 Związek Zawodowy Polskich Oficerów i Marynarzy został wpisany przez Sąd Wojewódzki w Warszawie do rejestru ponadzakładowych związków zawodowych. 
Na przełomie 1991/1992 OZZOiM rozpoczął negocjacje układów zbiorowych pracy dla polskich marynarzy zatrudnionych na statkach bander polskich i obcych. Związek podpisał swój pierwszy układ zbiorowy pracy w 1992. 
Związek zaangażował się w działalność europejskich i światowych struktur ruchu zawodowego transportowców. 1 października 1993 OZZOiM został afiliowany w ITF - Międzynarodowej Federacji Pracowników Transportu i jest członkiem Polskiego Komitetu Koordynacyjnego Afiliantów ITF. Jest członkiem założycielem ETF - Europejskiej Federacji Pracowników Transportu, która powstała w Brukseli w dniach 14-15 czerwca 1999.

## Cele
Zgodnie z art. 9 Statutu związku jego celami są:
- Reprezentowanie, obrona praw i interesów społeczno-zawodowych, socjalnobytowych, zdrowotnych, kulturalnych oraz warunków pracy i życia członków Związku i ich rodzin.
- Oddziaływanie na politykę społeczną i gospodarczą państwa oraz pracodawców zgodnie z interesami członków Związku.
- Kształtowanie aktywności społecznej, etyki zawodowej, kultury stosunków międzyludzkich, ochrona godności zawodów reprezentowanych przez członków oraz podnoszenie ich autorytetu w społeczeństwie.
- Rozwijanie i utrwalanie demokratycznych praw i stosunków społecznych.

## Działalność
OZZOiM jest członkiem Zespołu Trójstronnego ds. Żeglugi i Rybołówstwa Morskiego, działającego przy Ministerstwie Transportu, Budownictwa i Gospodarki Morskiej. 
Związek uczestniczył w sporze zbiorowym dotyczącym Morskiej Służbie Poszukiwania i Ratownictwa, starał się przeciwdziałać zamiarowi likwidacji Portowej Straży Pożarnej, monopolizacji usług holowniczych w polskich portach i rozwiązać problem podwójnego opodatkowania polskich pracowników pracujących na statkach pod banderą norweską. Członkowie związku uczestniczyli w manifestacjach organizowanych przez NSZZ Solidarność 11 i 14 września 2013 w Warszawie.	
Od 2008 związek wydaje czasopismo Azymut Alfa.